# Зелман, Рубен
Рубен Зелман (англ. Reuben Zellman) — американский учитель, писатель, раввин и музыкант. В 2003 году он стал первым открытым транссексуалом, принятым в еврейскую семинарию, а именно в Еврейский юнион-колледж — Еврейский институт религии.

## Образование
Зелман получил степень бакалавра в области лингвистики в калифорнийском университете в Беркли. Он получил степень магистра по литературе на иврите в Hebrew Union College-Jewish Institute of Religion в Лос-Анджелесе. Он стал раввином семинарией в 2010 году. Он получил степень магистра по хоровому дирижированию в университете штата Калифорния в Сан-Франциско.

## Карьера
С 2010 по 2018 год Зелман служил помощником раввина и музыкальным директором в Конгрегации Бет Эл в Беркли, Калифорния. Он читает лекции на музыкальном факультете Университета штата Сан-Франциско. Зелман также руководит хором New Voices Bay Area TIGQ Chorus, хором для трансгендеров, интерсекс-людей и квир-людей. Он поет (контратенор) в хоре Choir of Men and Boys at Grace Cathedral, San Francisco.
Зелман пишет и говорит о трансгендерных вопросах и иудаизме. Он занимается правозащитной деятельностью по вопросам трансгендерности с 1999 года, когда он сделал переход.

## Личная жизнь
Зелман родился и вырос в Калифорнии и с 1996 года живет в основном в районе залива Сан-Франциско. Зеллман интерсекс и не идентифицирует себя ни как мужчина, ни как женщина. В 1999 году он стал использовать мужское местоимение и гендерное выражение, так как он подвергался домогательствам и чувствовал, что в то время быть небинарным было «очень опасным».